# Calamochrous roseobrunnea
Calamochrous roseobrunnea là một loài bướm đêm trong họ Crambidae.